# Fele királyságom (televíziós sorozat)
A Fele királyságom című 1990-ben bemutatott magyar ifjúsági filmsorozat, mely Fehér Klára azonos című 1980-ban megjelent műve alapján készült 1989-ben és ezért a filmsorozatért a sorozat forgatókönyvírója és rendezője, Kisfaludy András a kőszegi MTV-fesztiválon a Legjobb rendezés díját kapta 1989-ben. Soma szerepét Simonyi Balázs alakította.

## Rövid tartalom
A gyermeki képzelet határán játszódó mesék alapja egy-egy igazi fizikai, kémiai csoda, mindenki által ismert emberi, vagy népmesei szituáció, melyben a füllentés következményeivel szembe kell nézni. A varázscipő tényleg elröpít a kedveshez, a türelmetlenség nem babérokat terem, a tudást nem helyettesíti a beszélő ceruza és nem biztos, hogy mindenki örülni fog annak, ha a mi bérházunkban – ahol a lakóknak nincs még televíziójuk – kinövesztünk egy hatalmas mesebeli tv-fát sok-sok készülékkel stb., stb.

## Alkotók
- Forgatókönyvíró és rendező: Kisfaludy András
- Író: Fehér Klára
- Dramaturg: Szellő Rózsa
- Zeneszerző: Demjén Ferenc, Horváth Attila, Fogarasi János, Lerch István
- Dalszöveg: Horváth Attila
- Ének: Demjén Ferenc
- Operatőr: Csukás Sándor, Medvigy Gábor, Nemes Tibor
- Hangmérnök: Koszta János, Szakály Mátyás
- Gyártásvezető: Berta László, Nagy Zoltán
- Vágó: Janovitz Attila
- Felvételvezető: Fülöp Gábor, Orosz Tibor
- Munkatársak: Dankó Zsolt, Kalló Györgyi, Leinwander István, Molnár László, Neményi Mária, Oláh Orsolya, Tar Erika, Török Ferenc
- A rendező munkatársa: Balogh Kálmán, Mag István
- Konzultáns: Fogarasi István
- Berendezők: Gromek, Makai László
- Látványtervező: Bachman Gábor, Ocztos István
- Maszk: Varjas Erzsébet
- Jelmez: Király Tamás
- Technika: Szilágyi Péter
- Építész: Bálint Róza
- Fővilágosító: Szirmai Árpád
- Színes technika: Bederna András
- Kameramann: Kemény Péter, Velez Gyula
- Animáció: Gabos István, Kalló Iván, Király László, Marosvölgyi Péter, dr. Szabó Lajos, Varga Géza Pál, Zeve Bea
- Zenei szerkesztő: Sándor Katalin
- Zenefelvételek: LGM Stúdió
- Laboratóriumi munkák: Magyar Filmlaboratórium Vállalat

A szinkron az MTA kutatófilm műtermeiben készült.
Készült a Magyar Televízió megbízásából az Aladin filmstúdióban (Stúdióvezető: Salusinszky Miklós).

## Szereplők
- Soma: Simonyi Balázs
- Nagyi: Lengyel Erzsi
- Papa: Cseke Péter
- Mama: Hűvösvölgyi Ildikó
- Nóra-Sára: Sztanó Boglárka
- Samu: Vizi Gergely
- Tanárnő: Menszátor Magdolna
- Vaddisznó hangja: Dengyel Iván
- Erőművész hangja: Kisfalussy Bálint
- Soma barátja: Ali Ádám
- Eladónő: Budai Ilona
- Ördög: Kovács Tibor
- Kincstárnok hangja: Kristóf Tibor
- Konzervkirály hangja: Képessy József
- Üveges: Szilágyi István
- Jegykezelõ: Vándor József
- Zenész: Horváth Charlie
- Tanfelügyelő: Fakan Balázs
- Igazgató: Szabó Lajos
- Kapzsi király: Gelley Kornél
- Producer: Haumann Péter
- Közreműködők: Komlós András

Külön köszönet a Szerpentin GMK-nak és a BMX-eseknek

## Epizódok
| Sor. | Év. | Cím                             | Premier            |
| --- | --- | ------------------------------- | ------------------ |
| 1. | 1.  | A szerencsepróbáló királyfi     | 1990. május 6.     |
| Nagyi a szerencsepróbáló királyfiról mesél Somának, aki hűséges szolgájával útra kel, hogy világot lásson. Tündérországba érve megtudja, hogy a tóban lakó hétfejű sárkánynak ma este épp a királylányt fogják feltálalni vacsorára, mert nincs, aki kiállna a szörnyeteggel. A királyfi azonnal elhatározza, hogy élete árán is megmenti a lányt. |     |                                 |                    |
| 2. | 2.  | A fele királyságom              | 1990. május 12.    |
| Konzerviában nagy a riadalom, a kincstár kulcsa véletlenül az egyik katona bendőjébe került. Aki megtalálja, annak jár a fele királyság és a királyleány keze. Na de akkor mi lesz Soma szerelmével, Nóra Sárával? |     |                                 |                    |
| 3. | 3.  | A füllentés                     | 1990. május 19.    |
| Soma büszke arra, hogy sohasem füllent, de rendszeresen elkésik az iskolából. Osztálytársainak azt meséli, hogy mai késésének oka egy vaddisznóval való találkozás. Amikor az osztálytársak a részletekről faggatják, belelendül a történetbe...                                                                                                   |     |                                 |                    |
| 4. | 4.  | A láthatatlanság                | 1990. május 26.    |
| Soma és barátja megtréfálják anyát, aki ezért tévedésből kalapáccsal kitöri az ablaküveget. Az üvegesnél a gyerekek egy furcsa filcre lesznek figyelmesek, ami további csínytevésre csábítja őket. |     |                                 |                    |
| 5. | 5.  | Építsünk várat!                 | 1990. június 2.    |
| Soma és barátja bútorokból várat építenek, ezért elzavarják a szomszédban lakó Nóra-Sárát, aki kénytelen egyedül játszani babáival, akik életre kelnek... |     |                                 |                    |
| 6. | 6.  | A repülő cipő                   | 1990. június 9.    |
| Soma szeretné meglátogatnia barátnőjét, Nóra-Sárát, aki vidékre utazott. Egy repülő varázscipő lesz a segítségére, ám útközben a cipő leesik Soma lábáról... |     |                                 |                    |
| 7. | 7.  | Soma és a szellem               | 1990. június 23.   |
| Samu nem hisz a szellemeknek, ezért barátja, Soma bebizonyítja neki létezésüket! A nagy üveg-és lámparaktárban sokáig keresik a jól bezárt szellemet... |     |                                 |                    |
| 8. | 8.  | A türelmes                      | 1990. június 16.   |
| Soma és Samu házi feladata a babültetés, amihez elsősorban türelemre van szükség. A gyerekek próbálják meggyorsítani az időt... |     |                                 |                    |
| 9. | 9.  | A TV-fa                         | 1990. június 30.   |
| Soma tudja, hogy ha nagyon akarunk valamit, akkor az megvalósul. A legutóbbi babültetésen felbuzdulva barátjával most a televíziót palántázzák el... |     |                                 |                    |
| 10. | 10. | A beszélő ceruza                | 1990. július 7.    |
| Soma anyukájával egy beszélő ceruzát vásárol, amellyel nemcsak pénzt tud varázsolni, de széppé tudja tenni az osztálytermet is. A tanfelügyelő nem győz álmélkodni, majd meglepetések érik. |     |                                 |                    |
| 11. | 11. | A hajszálvékony ultraibolyacsík | 1990. július 14.   |
| Az ördög és a rossz fiúk zavarják a gyerekeket a parkban. BMX-es mutatványok közepette Somáék harcba szállnak az ördöggel. |     |                                 |                    |
| 12. | 12. | A kis kémikus                   | 1990. július 21.   |
| Soma találkozik a hidegszívű Kapzsi királlyal, akinek lányát elrabolta az ördög, és csak akkor adja vissza, ha három kívánságát teljesítik... |     |                                 |                    |
| 13. | 13. | Az éneklő teniszlabda           | 1990. augusztus 4. |
| A lemezstúdió vezetője különleges produkcót akar. Az éneklő teniszlabdával rendelkező Soma reményt ad a producernek! |     |                                 |                    |